# Maria, Mittlerin der Gnaden

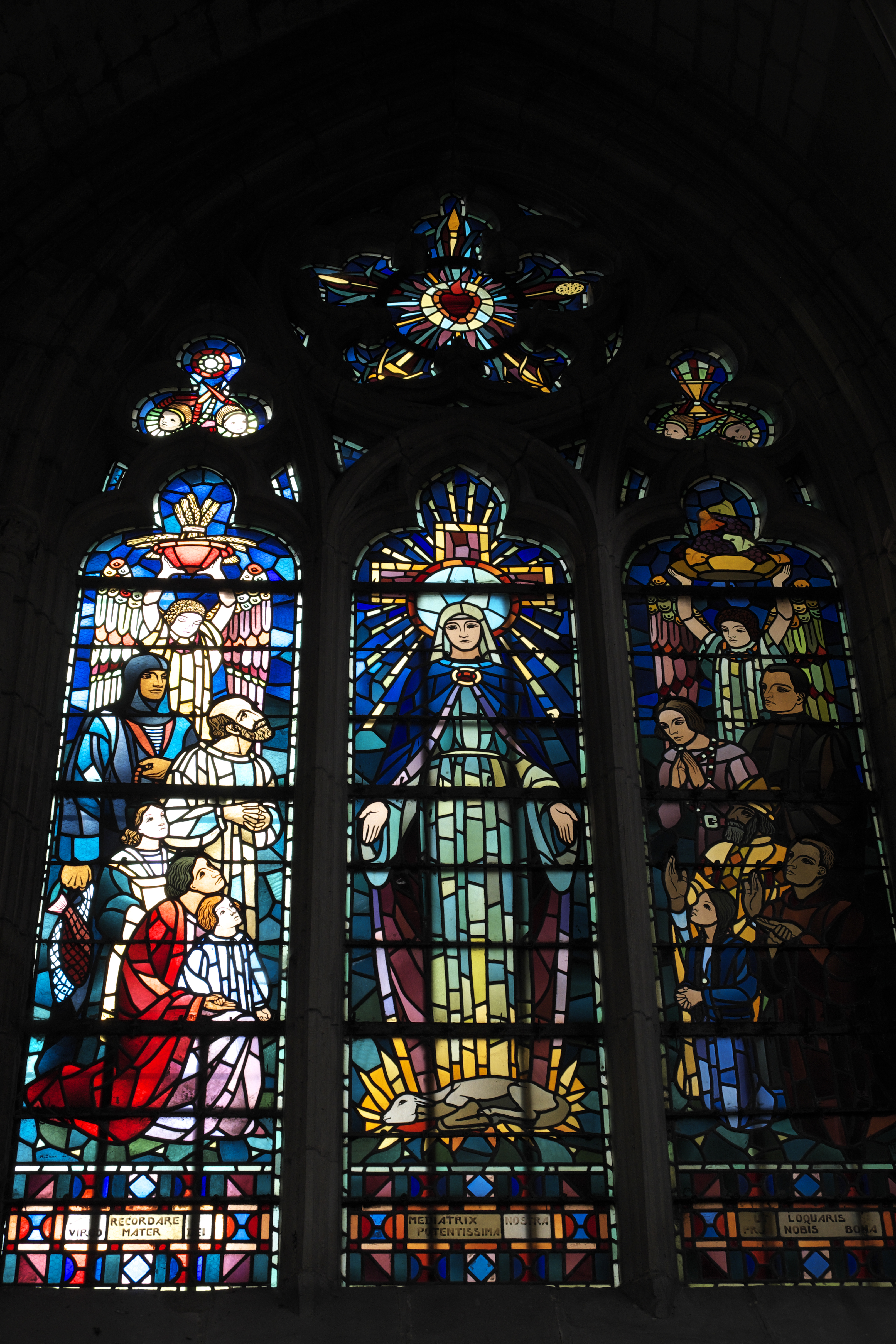
Maria, Mittlerin der Gnaden, Glasfenster in der Basilika Notre-Dame de L’Épine

Maria, Mittlerin der Gnaden (lateinisch Mediatrix gratiarum), auch Mittlerin aller Gnaden oder Maria mediatrix, ist ein innerhalb der römisch-katholischen Kirche verwendetes Attribut oder eine Anrufung der Maria, der Mutter Jesu.

## Bedeutung
Das Zweite Vatikanische Konzil bezeichnet in der dogmatischen Konstitution Lumen gentium Maria als Mittlerin: „In ihrer mütterlichen Liebe trägt sie Sorge für die Brüder ihres Sohnes, die noch auf der Pilgerschaft sind und in Gefahren und Bedrängnissen weilen, bis sie zur seligen Heimat gelangen. Deshalb wird die selige Jungfrau in der Kirche unter dem Attribut der Fürsprecherin, der Helferin, des Beistandes und der Mittlerin angerufen. Das aber ist so zu verstehen, dass es der Würde und Wirksamkeit Christi, des einzigen Mittlers, nichts abträgt und nichts hinzufügt (Absatz Nummer 62)“ und bezieht sich hinsichtlich des Attributs „Mittlerin“ dabei auf Dokumente der Päpste Leo XIII., Pius X., Pius XI. und Pius XII.
In der katholischen Kirche gab es verschiedentlich Appelle an den Heiligen Stuhl, die Mittlerschaft Mariens als Dogma zu verkünden, so anlässlich des Zweiten Vatikanums, unter anderem von Alfonso Sánchez Tinoco, Bischof von Papantla. Dies wurde abgelehnt, veranlasste aber Papst Paul VI., den alten marianischen Ehrentitel Mariens Mutter der Kirche neu ins Bewusstsein zu rufen.
Ebenso gab es immer den Wunsch, Maria als der Mutter Gottes und Mittlerin die Bezeichnung Miterlöserin zukommen lassen zu wollen, bis hin zu der Bitte, dies dogmatisch klarzustellen bzw. ein neues Dogma zu verkünden. Eine gegenteilige Position vertritt etwa Stefano de Fiores von der Internationalen Päpstlichen Marianischen Akademie. Der Wunsch nach einer dogmatischen Präzisierung sei vom Heiligen Stuhl, zumal ohne Einbeziehung der Orthodoxen, als für derzeit nicht ratsam befunden worden. Es müsse zudem ganz klar sein, dass es um eine „Teilnahme, eine Abhängigkeit bei der Erlösung“ gehe, nicht um eine Gleichstellung mit Christus.

Als biblische Grundlage aller Aussagen über Marias Mitwirkung beim Erlösungsgeschehen wird in Lumen Gentium (Nr. 56) ihr fiat („[mir] geschehe“, Lk 1,38 ) genannt, mit dem sie als erste von allen Menschen ihre freie Einwilligung in den Heilsplan Gottes gab. 

„Vom ersten Augenblick ihrer Empfängnis an im Glanz einer einzigartigen Heiligkeit, wird die Jungfrau von Nazareth vom Engel bei der Botschaft auf Gottes Geheiß als ‚voll der Gnade‘ gegrüßt (vgl. Lk 1,28), und sie antwortet dem Boten des Himmels: ‚Siehe, ich bin die Magd des Herrn, mir geschehe nach deinem Wort‘ (Lk 1,38). Mit Recht also sind die heiligen Väter der Überzeugung, daß Maria in freiem Glauben und Gehorsam zum Heil der Menschen mitgewirkt hat. So sagt der heilige Irenäus, daß sie ‚in ihrem Gehorsam für sich und das ganze Menschengeschlecht Ursache des Heils geworden ist‘. Deshalb sagen nicht wenige der alten Väter in ihrer Predigt gern, ‚daß der Knoten des Ungehorsams der Eva gelöst worden sei durch den Gehorsam Marias; und was die Jungfrau Eva durch den Unglauben gebunden hat, das habe die Jungfrau Maria durch den Glauben gelöst‘. Im Vergleich mit Eva nennen sie Maria ‚die Mutter der Lebendigen‘ und öfters betonen sie: ‚Der Tod kam durch Eva, das Leben durch Maria.‘“